# Fernando Falcão
Fernando Falcão este un oraș în unitatea federativă Maranhão (MA), Brazilia.